# علي بن نجدة
هو علي بن نجدة بن داود المهندس، ذكره صاعد في ترجمة أستاذه السرقسطي، ولم يفرده بترجمة.